# José Abades y Rezano
José Abades y Rezano (Madrid, 1811-El Molar, 1851) fue un médico y naturalista español.
Estudió medicina en el colegio de cirugía de San Carlos, y botánica, zoología y agricultura en el Real Museo de Ciencias Naturales de Madrid.
Le fue concedida la dirección médica del balneario de El Molar (Madrid), por Real Orden de 4 de junio de 1838, y en ese mismo año descubrió el ázoe de las aguas de aquel balneario, al analizarlas con los doctores Lletget y Masarnau, comprobando su existencia en las investigaciones químicas que hizo en los años siguientes.
En 1841 leyó una Memoria en la Academia de Emulación de Ciencias Médicas, refutando aserciones antropológicas y químicas del doctor González Crespo, relativas a El Molar y a la fuente del Toro.
Poco después de haber tomado posesión de su destino, fue designado para que, en unión de los doctores Lletget y Masarnau, examinase las aguas de San Agustín, y visitó en comisión científica los manantiales sulfurosos de Guipúzcoa y los de los Pirineos franceses.
En diciembre de 1836 fue nombrado cirujano de los hospitales generales de la corte, obteniendo por esta fecha de la Junta superior gubernativa, a propuesta de la Academia de Medicina, el cargo de subdelegado del cuartel de Afligidos, en Madrid.
En 1839 alcanzó una plaza numeraria en la Real Academia de Medicina por su obra titulada: La membrana mucosa que cubre interiormente la cavidad del útero, ¿es de naturaleza mucosa? La solución de esta cuestión, ¿es de importancia para la patología?
Fue redactor del Semanario de medicina, que se publicaba por los años 1841-1842, y fue condecorado con la Cruz de Isabel la Católica.